# Сухий Карсун
Сухий Карсун (рос. Сухой Карсун) — село в Карсунському районі Ульяновської області Російської Федерації.
Населення становить 474 особи. Входить до складу муніципального утворення Новопогореловське сільське поселення.

## Історія
Від 2004 року входить до складу муніципального утворення Новопогореловське сільське поселення.

## Населення
| 2010 |
| ---- |
| 474  |